# Meilenstein (Nessa, Halbmeile)

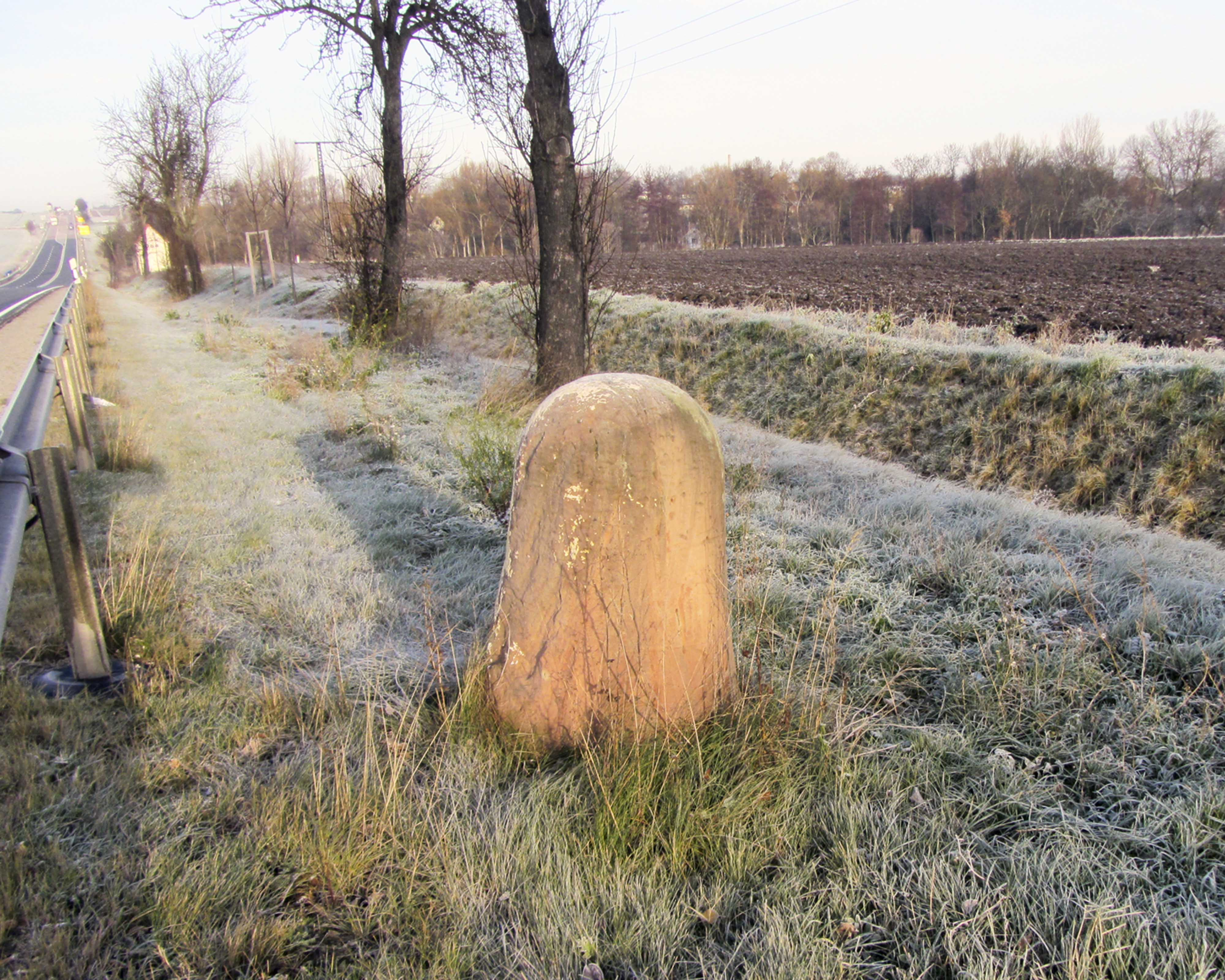
Preußischer Halbmeilenstein bei Nessa

Der Halbmeilenstein bei Nessa ist ein Kleindenkmal in der Stadt Teuchern im Burgenlandkreis in Sachsen-Anhalt.
Die preußischen Viertel- und Halbmeilensteine unterscheiden sich in den 1820er Jahren vor allem hinsichtlich der Größe in kleine Glocke und große Glocke. Während zwischen Weißenfels und Zeitz nur noch ein Viertelmeilenstein dieser Art (bei Theißen) erhalten ist, gibt es immerhin noch zwei Halbmeilensteine. Das ist deshalb eine Besonderheit, weil Viertelmeilensteine auch an der Dreiviertel-Meilen-Position standen, also doppelt so oft vorhanden waren. Durch ihre geringere Größe sind sie aber oft auch leichter zu übersehen und wurde daher häufiger zerstört oder gestohlen. Der Halbmeilenstein bei Nessa ist heute auch nicht mehr im besten Zustand und weist Beschädigungen auf.
Ebenfalls ungewöhnlich ist, dass nur 100 Meter entfernt ein Ganzmeilenstein steht. Die preußische Meile entsprach 7,532 Kilometern, zwischen beiden Steinen müssten also mehr als 3,7 Kilometer liegen. Da dieser Obelisk auf der anderen Straßenseite aufgestellt wurde, ist offensichtlich, dass hier eine Veränderung stattfand. Die preußische Staatschaussee, heute in diesem Abschnitt die Bundesstraße 91, wurde einst von Berlin, beginnend am Dönhoffplatz, über Halle (Saale) und Weißenfels nach Giebelroth an der thüringischen Grenze gebaut. Während die Ganzmeilenobelisken umgesetzt wurden, verblieben die Viertel- und Halbmeilensteine auf ihren bisherigen Positionen. Im Jahr 2010 war der Stein nicht direkt vom Straßenausbau betroffen, wurde aber gesäubert und neu aufgestellt.
Der 100 Zentimeter hohe Distanzstein mit der Inschrift 1/2 Meile steht unter Denkmalschutz und ist im Denkmalverzeichnis mit der Nummer 094 66136 als Baudenkmal bei Wernsdorf eingetragen.